# 아산화 탄소
아산화 탄소(Carbon suboxide)는 탄소와 산소로 이루어진 물질이다. 분자식은 C3O2이다.

## 성질
상온에서는 무색의 기체 상태로 존재한다. 독성이 있으며 불쾌한 냄새가 있다. 분자량은 68.03이다. 녹는점은 -107°C, 끓는점은 7°C이다. 공기를 1로 볼 때의 비중은 2.10이며, -87°C에서 측정한 액체상태의 비중은 1.24이다. 아산화 탄소의 구조는 직선형이며, 다음과 같은 구조가 공명혼성을 이루고 있는 것으로 설명된다.
이중 아래의 두 구조는 다른 하나의 구조에 비해서 기여도가 더 적을 것으로 예측된다.
태울 경우 연기가 많이 나오는 푸른색의 불꽃을 내며 타며 이산화 탄소를 내놓는다. 이황화 탄소, 자일렌 등에 녹는다. 15°C 이상에서는 중합하여 적색 고체를 생성한다. 아산화 탄소가 관여하는 반응으로는 대표적으로 다음과 같은 것이 있다.
- 물과 반응하여 말론산을 생성한다.
- 염화 수소와 반응하여 염화 말론산을 생성한다.
- 암모니아와 반응하여 말론아마이드를 생성한다.

## 제법
아산화 탄소는 말론산 또는 말론산 에스터를 감압상태에서 약 300°C의 온도에서 가열하여 나온 생성물을 분별 증류와 응축을 이용하여 이산화 탄소와 에틸렌을 분리함으로써 만들어진다.

## 참고 문헌
- Considine, G. D. et al., Van Nostrand's encyclopedia of chemistry, 5th edition, Hoboken : Wiley-Interscience, 2005.